# La Canal
La Canal es una localidad barrio del municipio de Villafufre (Cantabria, España). Se compone de unas decenas de casas y está situado junto a Vega de Villafufre en el valle de Carriedo y a unos 3 Kilómetros del Ayuntamiento de Villafufre.
Desde San Martín de Villafufre se puede descender hacia La Canal de Villafufre. Antes de llegar a este barrio, nos  podemos desviar a la derecha para llegar a Bustillo un pequeño pueblo similar a Sandoñana, con un conjunto de casas de piedra de sillería.
La Canal de Villafufre, barrio de Vega de Villafufre actualmente, pero antiguamente, en el Catastro del Marqués de la Ensenada (año 1750) aparece como un barrio de Vega. La Canal cuenta con uno de los elementos artísticos más relevantes del municipio: El Convento de Concepcionistas Franciscanos, fundado por Domingo Herrera de la Concha y Miera, data del siglo XVII y con varios escudos de armas de sus apellidos. En el conjunto de casa del barrio, destacan algunas casas montañesas que presentan escudos con las armas de Bustillo, apellido originario del valle de Carriedo.
Desaparecieron varias piezas armeras en la casa que fue de Martínez de Villa y González de la Vega, heredada de don Manuel González de la Vega. Había unos escudos, todos con las armas de Mazorra y alianzas.

## Personajes
D. Domingo Herrera de la Concha y Miera, señor de Villasana, alcaide perpetuo del castillo y casas reales de Santander. Al servicio del Duque de Olivares. Ugier de Cámara de Felipe IV y se dedicó a negocios con éxito. Procurador general de Armadas y guerra de las cuatro villas de la costa y superintendente de fábricas, montes y plantíos en 1668. Hijo de don Pedro Herrera de la Concha. Padre del I Conde de Noblejas. 
D. Francisco Antonio Herrera de la Concha y Gómez del Rivero, hijo del anterior y que en 1675 fue caballero de Alcántara y posteriormente recibió el título de I Conde de Noblejas.